# 유럽 디지털 수학 도서관
유럽 디지털 수학 도서관(-數學圖書館, 영어: European Digital Mathematics Library, 약자 EuDML)은 수학 문헌에 대한 접근을 제공하는 유럽의 디지털 도서관이다. 모든 문헌은 일정 시간이 지나면 공개 접근 가능하다. 유럽 디지털 수학 도서관 계획(-計劃, 영어: EuDML initiative)이 운영하며, 이는 유럽 수학회를 비롯한 12개 기관에 의하여 설립되였다.

## 유럽 디지털 수학 도서관 계획
유럽 디지털 수학 도서관 계획은 전세계 과학 공동체를 위한 디지털 수학 도서관을 제공하는 것을 목표로 하는 비법인 협회이며, 독일 베를린에 위치한다. 2014년 2월에 설립되었으며, 설립 구성원은 다음과 같다.
- 유럽 수학회
- 에프이체트 카를스루에 – 라이프니츠 정보 기반 시설 연구소 게엠베하(FIZ Karlsruhe – Leibniz Institut für Informationsinfrastruktur GmbH)
- 바르샤바 대학교 수학 및 컴퓨터 모형화 다학제 센터(Interdisciplinary Centre for Mathematical and Computational Modelling, University of Warsaw)
- 그르노블 알프스 대학교(Université Grenoble Alpes)
- 버밍엄 대학교
- 불가리아 과학 학회 수학 및 정보학 연구소(Институт по математика и информатика, Българска академия на науките)
- 체코 과학 학회 수학 연구소(Matematický ústav, Akademie věd České republiky)
- 이오니아 대학교 정보학과(Ιόνιο Πανεπιστήμιο, Τμημα Πληροφορικης)
- 이탈리아 산업 및 응용 수학회(Società Italiana di Matematica Applicata e Industriale)
- 이탈리아 수학 연합회(Unione Matematica Italiana)
- 괴팅겐 주립 겸 대학 도서관
- 마사리크 대학교 정보학부(Masarykova univerzita, Fakulta informatiky)

## 참고 문헌
1. ↑  “EuDML Policies, Standards and Guidelines (Annex to the Statutes)”. 《The European Digital Mathematics Library》 (영어). 2024년 8월 14일에 원본 문서에서 보존된 문서.
2. ↑  “Statutes of the EuDML Initiative”. 《The European Digital Mathematics Library》 (영어). 2024년 8월 14일에 원본 문서에서 보존된 문서.
3. ↑  “Partners”. 《The European Digital Mathematics Library》 (영어). 2024년 9월 10일에 원본 문서에서 보존된 문서.